# ارميتات (زاوية الشرادي)
ارميتات هو دُوَّار يقع بجماعة الأوداية، عمالة مراكش، جهة مراكش آسفي في المملكة المغربية. ينتمي الدوّار لمشيخة زاوية الشرادي التي تضم 18 دوار. يقدر عدد سكانه بـ 422 نسمة حسب الإحصاء الرسمي للسكان والسكنى لسنة 2004.

## روابط خارجية
- البوابة الوطنية للجماعات الترابية
- المندوبية السامية للتخطيط